# Hylesia tristis
Hylesia tristis är en fjärilsart som beskrevs av Eugène Louis Bouvier 1929. Hylesia tristis ingår i släktet Hylesia och familjen påfågelsspinnare. Inga underarter finns listade i Catalogue of Life.